# Santosh
Santosh é um filme de drama policial em hindi de 2024 escrito e dirigido por Sandhya Suri. É uma coprodução internacional do Reino Unido, Índia, Alemanha e França. Situado no norte rural da Índia, é estrelado por Shahana Goswami como uma viúva que herda o emprego de policial de seu falecido marido. A fotografia principal ocorreu ao longo de 45 dias em agosto-outubro de 2023 em Lucknow, Índia.
Santosh teve sua estreia mundial na seção Un Certain Regard do 77º Festival de Cinema de Cannes em 20 de maio de 2024. Recebeu críticas positivas dos críticos e foi nomeado um dos 5 melhores filmes internacionais de 2024 pelo National Board of Review. O filme foi selecionado como a entrada do Reino Unido para Melhor Longa-Metragem Internacional no 97º Oscar.

## Enredo
A história é sobre uma viúva de 28 anos que assume o emprego de policial do falecido marido e precisa investigar o caso do assassinato de uma jovem.

## Elenco
- Shahana Goswami como Santosh Saini
- Sunita Rajwar como Geeta Sharma
- Sanjay Bishnoi como Beniwal
- Kushal Dubey como Vikram
- Nawal Shukla como Thakur
- Pratibha Awasthi como Priya

## Lançamento
O filme estreou no 77º Festival de Cinema de Cannes em maio de 2024. Também foi selecionado para o MAMI Mumbai Film Festival 2024, onde competirá na seção Competição do Sul da Ásia. e com lançamento previsto para 10 de janeiro de 2025 na Índia.